# Tomentellopsis zygodesmoides
Tomentellopsis zygodesmoides är en svampart som först beskrevs av Job Bicknell Ellis, och fick sitt nu gällande namn av Hjortstam 1974. Enligt Catalogue of Life ingår Tomentellopsis zygodesmoides i släktet Tomentellopsis,  och familjen Thelephoraceae, men enligt Dyntaxa är tillhörigheten istället släktet Tomentellopsis,  och familjen Atheliaceae. Artens status i Sverige är: Ej påträffad. Inga underarter finns listade i Catalogue of Life.